# La Chilindrina (personaje)
La Chilindrina es un personaje de la serie de televisión mexicana El Chavo del 8, interpretado por María Antonieta de las Nieves. Es una niña alegre que vive en el departamento n.º 72 de la vecindad del Chavo, propiedad del señor Barriga. Es hija única de Don Ramón y bisnieta de Doña Nieves.

## Historia

### En El Chavo
La Chilindrina es la única hija nacida de un matrimonio domiciliado en la vecindad, propiedad del Señor Barriga; su madre falleció durante el parto por lo que su padre, Don Ramón, la criaría en sus primeros años de vida con la ayuda de Doña Nieves, su abuela y bisabuela de la niña (ella en el futuro se referiría a la anciana como la bizcabuela) y posteriormente él solo. 
Su nombre se lo dio Don Ramón ya que las pecas de su cara le recordaban el azúcar de una chilindrina; según otra versión aparecida en el programa Los Supergenios de la mesa cuadrada su nombre real es Espergencia y se le llama Chilindrina como un apodo por la misma razón. Es la única hija de Don Ramón, por lo cual vive humildemente en el departamento N.º 72 de la vecindad. Crecería allí como uno de los dos únicos niños del lugar junto a Quico. A los cuatro años conocería al Chavo, cuando éste llega a la vecindad; a partir de este momento el chico se transformaría en su amigo más cercano, compañero de juegos, travesuras y en ocasiones su amor no correspondido.

### Película
En 1994 se realizó la película "La Chilindrina en apuros", donde luego de la muerte de Don Ramón, la Chilindrina viaja con su "bizcabuela" Doña Nieves a visitar a su tía Andolza, y tiene nuevas aventuras en el Distrito Federal como llegar a tomar una manzana con una perla dentro, ser perseguida por Don Cogliane y sus cómplices, ir a la iglesia del padre Casimiro y al convento donde se hace amiga de Sor Momicia (personaje interpretado por Lili Inclán), y en la serie también.

### Serie
Siguiendo los hechos de la película La Chilindrina en Apuros, se realizó la serie Aquí está la Chilindrina, sitcom realizado por Televisa entre 1994 y 1995, reemplazando al programa Papá Soltero. En el primer episodio, se escucha a Doña Nieves diciendo que la Chilindrina fue al convento para que se reforme, siendo esperado por el Padre Filemón Luna, la Madre Superiora y varias monjas. El problema es que las travesuras continuaron en lugar de detenerse. La producción fue dirigida por Rubén Aguirre, conocido como "El Profesor Jirafales" dentro del Chavo y la serie Aquí está la Chilindrina (si bien fue bien acogida, sobre todo por la mención a Chespirito en la introducción) tuvo apenas 16 capítulos.

## Personalidad
La Chilindrina es una niña muy ladina, traviesa y juguetona de 8 años de edad. Es algo mandona, manipuladora y estafadora con sus amigos (sobre todo con la Popis) se podría decir que es la más astuta del grupo. Está profundamente enamorada del Chavo, por eso está celosa de Paty, una vecina que aparece en algunos episodios (una vez fue interpretada por la propia hija de la actriz), que el Chavo está enamorado de ella, aunque algunas veces se muestra como si fuese amiga de ella. Pese a estar enamorada del Chavo, a veces le hace bromas muy pesadas, como en un episodio cuando juegan a las adivinanzas de animales y le pega al Chavo cada vez que falla, por lo que termina castigada por Don Ramón. Es una niña muy apegada a su padre. No se lleva bien con Doña Florinda, por las cachetadas que le pega a su papá, que generalmente luego de eso ella le dice "Vieja pegona", "Vieja pegostiosa" o "Vieja chancluda". Tiene una relación imparcial con el profesor Jirafales, el señor Barriga y Jaimito el cartero. Como todos los niños de la vecindad acostumbran a decirle "Bruja" a Doña Clotilde. Sin embargo cuando su padre se fue de la vecindad en 1979, fue cuidada por su "bizcabuela", Doña Nieves, quien prometió a su nieto Don Ramón que cuidaría de la Chilindrina y que además es idéntica a ella, y cuando él vuelve a la vecindad en 1981, fue un reencuentro muy emotivo, quizá el más emotivo en toda la historia de la vecindad en donde la Chilindrina lloraba de alegría, y en este mismo año se retira nuevamente y se va de viaje al extranjero para conseguir una inmensa fortuna, según lo que dice la Chilindrina en el episodio de la Navidad.

## Aspecto

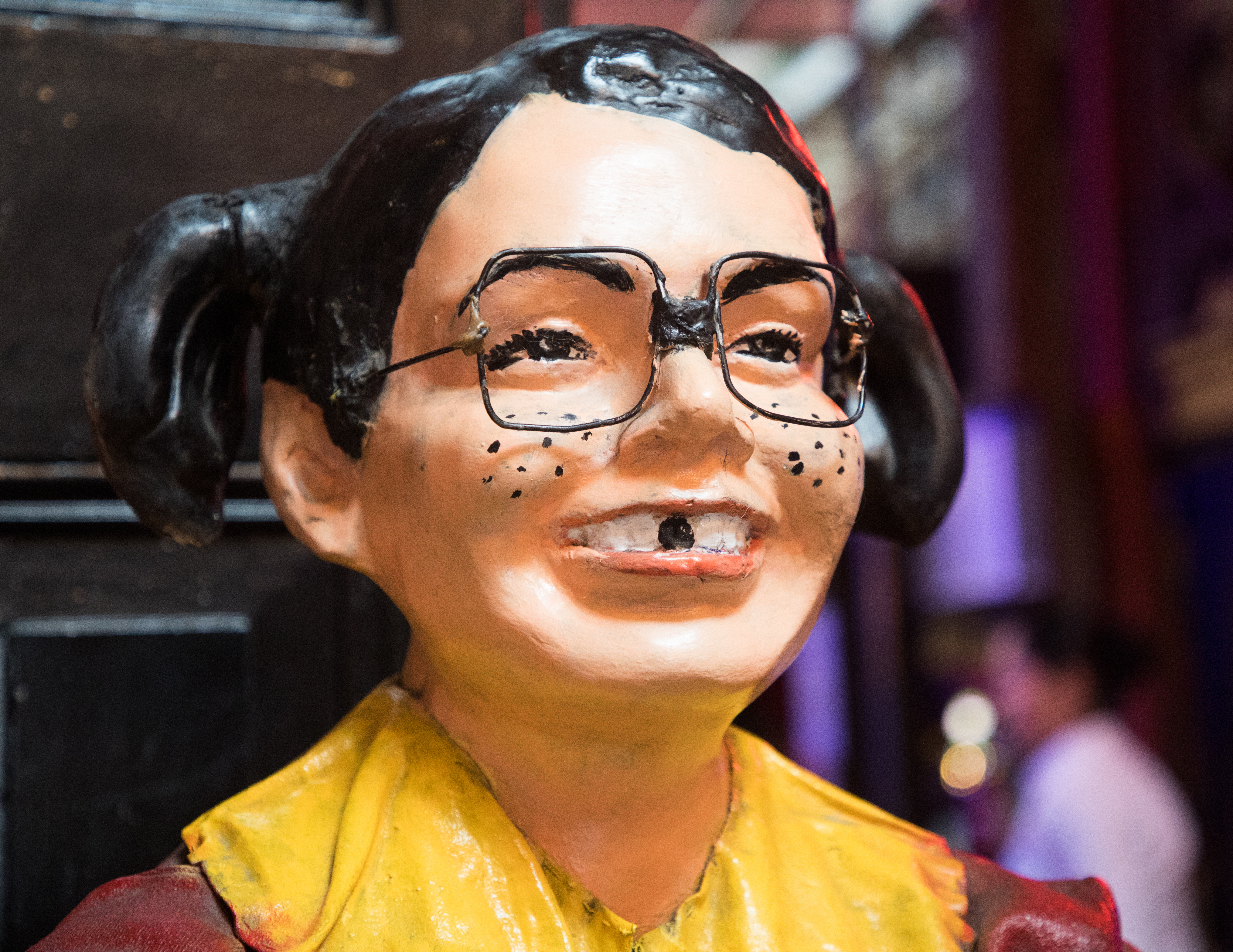
Estatua de la Chilindrina en Barranco (Lima, Perú)

El rasgo más significativo de la Chilindrina es su extremadamente baja estatura, siendo la imagen dada por el programa una forma de resaltar esta característica. Viste zapatos de charol y calcetas blanca con encaje, un vestido corto que deja el borde inferior de su ropa interior al aire, la cual consiste en un calzón blanco largo con encajes, sobre su vestido un suéter mal puesto (torcido de la espalda), su pelo negro, con dos coletas (disparejas) y un par de anteojos de grueso carey negro.
Al principio sus coletas eran largas, se hicieron más cortas luego del episodio "Don Ramón peluquero" (en 1973 y 1976), en el que El Chavo se las corta jugando a "la peluquería". Su peinado cambia durante la serie de Chespirito.

## Vestuario
A lo largo de la serie el Chavo del Ocho, este personaje ha tenido múltiples vestuarios:
- 1972: Vestido blanco ceñido al cuerpo, zapatillas blancas y medias blancas.
- 1973/1975: Vestido beige con rayas rosas y a veces zapatillas blancas o zapatos negros.
- Finales de 1975-1977: Vestido verde, con un bolsillo a la izquierda con puntos negros.
- 1976-1977: Se le agrega un suéter verde de lana, cruzado por la espalda y a veces zapatillas blancas.
- Mediados de 1977: Cambia el suéter verde por uno rojo y zapatillas blancas.
- Finales de 1977-1980: El vestido verde se modifica a más oscuro, se le agrega un cuello que hacia juego con su bolsillo.
- Mediados de 1979: Las zapatillas blancas cambian a zapatos negros.
- Finales de 1980-1992: El cuello y el bolsillo cambia al color amarillo. Es el vestido definitivo usado hasta el fin de los sketches, pero en la serie "Aquí esta la Chilindrina" de 1994 y la película "La Chilindrina en apuros" de 1994, se mantiene hasta el día de hoy cuando María Antonieta de las Nieves reencarna el personaje.
- Para eventos importantes (Ej. La fiesta de la buena vecindad) usaba un vestido rojo con mangas largas.
- En el capítulo "La Casita de Quico" (1977), cuando va a ver a su abuela, usa un vestido rosa con mangas cortas.
- En Vacaciones en Acapulco usaba un traje de baño rojo.
- En los cómics usaba un vestido anaranjado con mangas cortas.

Sin embargo, lo que siempre mantuvo constante fue:
- Los zapatos escolares blancos, aunque a veces lleva zapatos escolares negros con calcetines blancos desnivelados uno de otra pierna en algunos casos.
- Las dos coletas desniveladas, una de al lado de la cabeza y unos lentes grandes y negros, y posteriormente con cristales.

## Apariciones extras
Antes de ser parte del elenco principal para los próximos episodios de El Chavo del Ocho en los años 1970, el personaje había aparecido en los diferentes sketches y cortos de los supergenios de la mesa cuadrada: "La Chilindrina y el fotógrafo", "La Chilindrina estudiosa", "El Pastel del Bebé", y "Santa Claus visita a la Chilindrina", pero con vestimenta diferente y sin anteojos ya que su nombre real era Espergencia, pero en un episodio de El Chapulín Colorado "El disfraz, el antifaz y algo más", de 1990, del programa Chespirito, tuvo su participación especial en el que por lo general se realizó un contrabando de disfraces.

## Ausencia en la serie
En 1973, María Antonieta de las Nieves abandonó el elenco por un año y medio aproximadamente, por su avanzado embarazo de 8 meses. En 1974, se le dio la oportunidad de conducir un programa propio en Canal 13 de Imevisión (actual Azteca Uno) llamado "Pampa Pipiltzin". Durante su ausencia, aparecieron nuevos personajes: Ñoño, la Popis, Godínez y Malicha (siendo la última prima de la misma Chilindrina). 
Para justificar su ausencia, el personaje de Don Ramón, su papá, dijo, por medio de una carta en el episodio "El regreso de La Chilindrina" de 1975, que la Chilindrina se fue a vivir con sus tías en Celaya, Guanajuato, y así retorna a la vecindad.

## Ausencia en la serie animada
Las constantes peleas entre Roberto Gómez Bolaños (El Chavo) y María Antonieta de las Nieves (La Chilindrina) se debe a que esta última registró los derechos de autor sobre el personaje de la Chilindrina y el primero aduce que dicho personaje fue creado por él. Estas peleas derivaron en la ausencia de la Chilindrina en la serie animada El Chavo animado emitida desde el año 2006. Tras la muerte de Roberto Gómez Bolaños el 28 de noviembre de 2014, se creía que la Chilindrina llegaría a la serie animada. Sin embargo, la serie animada se canceló el 6 de junio de ese mismo año, por lo cual la llegada de la Chilindrina a la serie animada ya no fue posible. Cabe destacar que el episodio piloto del Chavo Animado (hecho en el 2001) sí cuenta con la aparición de la Chilindrina, y su voz fue interpretada en dicho episodio oculto por Liliana Barba.